# Heinrich Endres (Bibliothekar)
Heinrich Endres (* 7. August 1888 in Karlstadt a. M.; † 14. Oktober 1969) war ein deutscher Bibliothekar.

## Leben
Endres studierte Klassische Philologie und Geschichte und wurde 1913 in Würzburg promoviert. Im Jahr darauf begann er als Wissenschaftlicher Hilfsarbeiter an der Universitätsbibliothek Würzburg, 1916 wurde er dort Praktikant. 1919 ging er an die Bayerische Staatsbibliothek nach München, wo er seine Fachprüfung ablegte. Noch im selben Jahr wurde er Assistent in der Universitätsbibliothek Würzburg, wo er bis zu seiner Pensionierung 1953 blieb. Endres tat sich besonders als Einbandforscher hervor und veröffentlichte zahlreiche Fachaufsätze.

## Schriften (Auswahl)
- Die offiziellen Grundlagen der Alexanderüberlieferung und Werk des Ptolemäus: Quellenkritische Studien zur Alexandergeschichte, Würzburg: Staudenraus 1913 (Würzburg, Univ., Diss., 1913).
- Krateros, Perdikkas und die letzten Pläne Alexanders. In: Rheinisches Museum für Philologie, 72 (1917–1918), S. 437–445.
- Geographischer Horizont und Politik bei Alexander dem Großen in den Jahren 330/323, Würzburg: Selbstverlag 1924.
- Die Zwickauer Buchbinder Hans Rietzsch und Gregor Schenck und ihre Beziehungen zu Würzburg. In: Archiv für Buchbinderei, Bd. 26 (1926), S. 13ff.
- Neues von alten Erfurter Meistern des XV. Jahrhunderts; Nachträge und Neufunde aus der Universitätsbibliothek zu Würzburg. In: Jahrbuch der Einbandkunst, Bd. 1 (1927), S. 44–54.
- Buchbinder und Wappensupralibros im 16. Jahrhundert: Beobachtungen aus Würzburger Werkstätten zwischen 1570 und 1600. In: Archiv für Buchbinderei, Bd. 30 (1930), S. 49–51.
- Bibliothek und Superexlibris des Domdechanten Julius Echter von Mespelbrunn. In: Särtryck ur Nordisk Tidskrift för Bok- och Bibliotheksväsen, Bd. 20 (1933), S. 42–48.
- Drei neue Einbände des Heidelberger Meistes Alberthus Schwab. In: Archiv für Buchbinderei, Bd. 35 (1935), Heft 2, S. 9–16.
- Der fränkische Wanderdrucker Hans Baumann aus Rothenburg ob der Tauber (1510–1570) Sein Leben und sein Werk. In: Archiv des Historischen Vereins von Unterfranken und Aschaffenburg, Bd. 71 (1937), Heft 1, S. 73–91.
- Alte Würzburger Druckermarken und ihre Schicksale. In: Mainfränkisches Jahrbuch für Geschichte und Kunst, Bd. 2 = 73 (1950), S. 339–342.
- Der Würzburger Bürger Adam Kahl (1539–1594) und sein Tagebuch (1559–1574), [Würzburg]: Freunde mainfränkischer Kunst u. Geschichte 1952 (Mainfränkische Hefte; 14).
- Johannes Trithemius und Burkard von Horneck: eine theologische Gelehrtenfreundschaft; Bausteine zur Geschichte des Frühhumanismus in Würzburg. In: Mainfränkisches Jahrbuch für Geschichte und Kunst, Bd. 9 = 80 (1957), S. 159–169.
- Zur Geschichte der Buchbinderei des Benediktiner-Klosters St. Stefan in Würzburg. In: Mainfränkisches Jahrbuch für Geschichte und Kunst, Bd. 10 = 81 (1958), S. 254–260.